# Scott Bessent
Scott Bessent (født 21. august 1962 i Conway i South Carolina, USA) er en amerikansk professionel investor, hedgefondmanager og dollarmilliardær, der siden januar 2025 har været USA's finansminister.

## Karriere
Bessent har haft en karriere i finansverdenen. Han har arbejdet for den berømte finansmand George Soros og den kendte shortseller Jim Chanos og efterfølgende bestyret sin egen hedgefond. Han støttede Donald Trump helhjertet i dennes valgkamp op til Præsidentvalget i USA 2024 og blev efterfølgende udpeget som Trumps finansminister. En af hans vigtigste opgaver som finansminister er at bestyre den enorme amerikanske statsgæld.
Bessent blev godkendt af Senatet som finansminister med 68 stemmer for og 29 imod. Han meddelte under høringen, at han som minister ville prioritere skattelettelser, told og deregulering, og at han ville fjerne Biden-administrationens fokus på klima og lighed.
Bessent er USA's første åbent homoseksuelle finansminister.

## Holdninger
Bessent har været kendt for at støtte offentlig deregulering, større amerikansk energiproduktion og fjernelse af offentlige subsidier. I modsætning til de fleste amerikanske erhvervs- og finansmænd er Bessent tilhænger af øgede toldsatser, som var en af Trumps mærkesager under valgkampen op til præsidentvalget. Bessent menes dog at være mere moderat, hvad angår de ønskede toldsatsers størrelse, end andre i Trumps lejr.